# مارسیا مکنات
مارسیا کمپر مکنات (به انگلیسی: Marcia McNutt) (زاده ۱۹ ۱۹ فوریه ۱۹۵۲)، ژئوفیزیک آمریکایی و دوازدهمین رئیس آکادمی ملی علوم (NAS) ایالات متحدهاست. پیش از این، او به عنوان سردبیر ارشد مجله کارشناسی علوم از سال ۲۰۱۳ تا سال ۲۰۱۶ مشغول به کار بوده‌است. وی عضو کمیته مشاوره بخش ملی آکادمی‌های علوم، مهندسی و پزشکی برای مطالعات زمین و زندگی علوم است.
مکنات پانزدهمین مدیر سازمان زمین‌شناسی ایالات متحده (USGS) و اولین زنی بود که این پست را به عهده داشت و همچنین مشاور علمی وزیر کشور ایالات متحدهبود. مکنات قبل از کار برای USGS، رئیس و مدیر اجرایی پژوهشگاه آکواریوم مونتری بی بی (MBARI)، یک مرکز تحقیقاتی اقیانوس‌شناسی در ایالات متحده، استاد ژئوفیزیک دریایی در دانشکده علوم زمین دانشگاه استنفورد و استاد ژئوفیزیک دریایی در دانشگاه کالیفرنیا، سانتا کروز بوده‌است.

## خانواده و آموزش

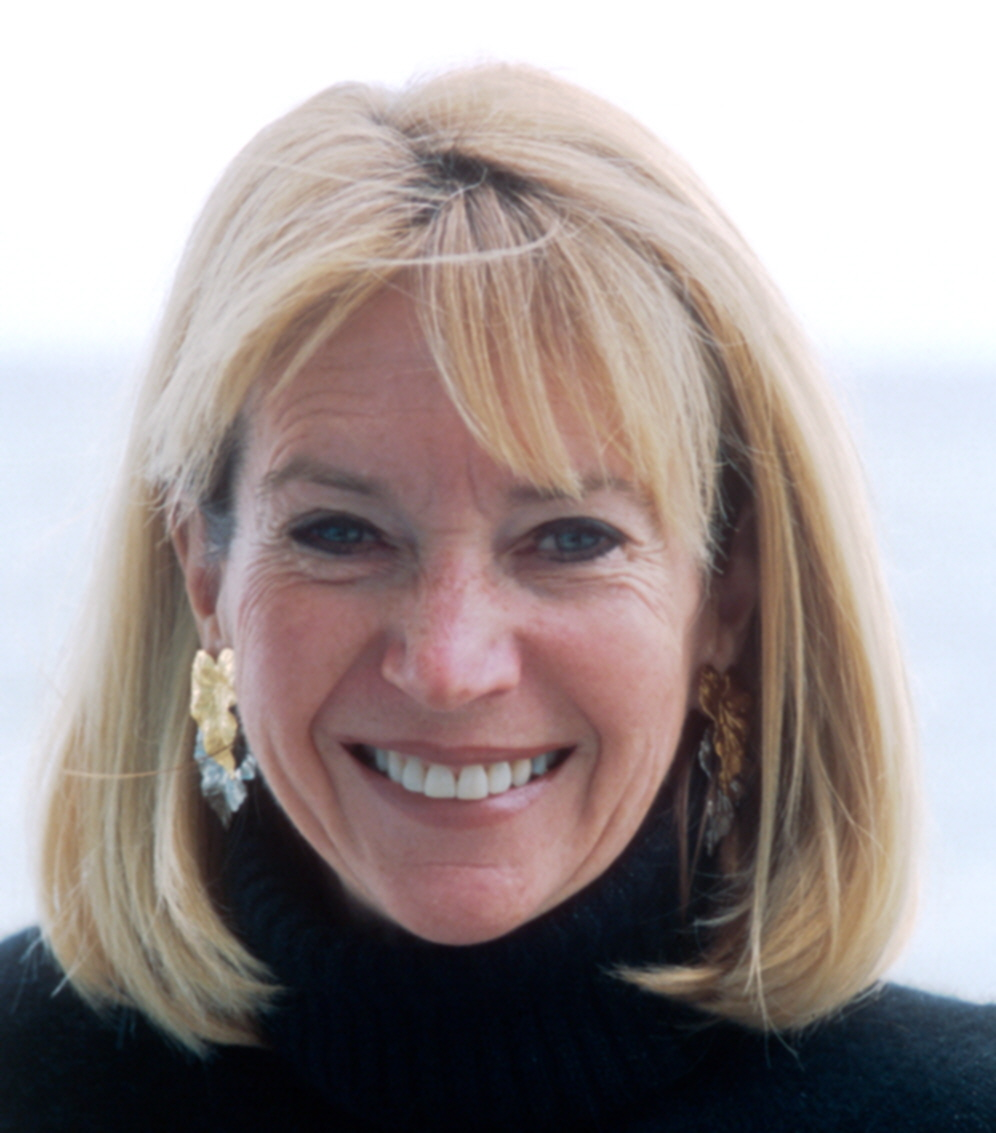
تصویری از مارسیا مکنات

پدر مکنات صاحب مشاغل کوچک و مادرش یک خانه‌دار با تحصیلات دانشگاهی بود. مک نات در مصاحبه با آکادمی ملی علوم اظهار داشت که در خانواده آنها، آموزش زنان یک سنت و یک هنجار بود و والدین مکنات و خواهرانش را به داشتتن تحصیلات دانشگاهی تشویق می‌کردند.
وی مدرک لیسانس فیزیک از کالج کلرادو در سال ۱۹۷۳ دریافت کرد.

## سال‌های اول
او به مدت سه سال در زمینه پیش‌بینی زلزله در سازمان زمین‌شناسی ایالات متحده در منلو پارک، کالیفرنیا کار کرد. در سال ۱۹۸۲، او به عنوان استادیار در انستیتوی فناوری ماساچوست (MIT) و در سال ۱۹۸۸ به عنوان استاد ژئوفیزیک گریسولولد منصوب شد. وی پیش از این به عنوان مدیر برنامه مشترک اقیانوس‌شناسی و علوم و مهندسی اقیانوس کاربردی، تلاش همکاری MIT و مؤسسه اقیانوس‌شناسی Woods Hole خدمت کرده‌است.

## پژوهش
وی در ۱۵ سفر بزرگ اقیانوس‌شناسی شرکت کرد و بیش از نیمی از آنها به عنوان دانشمند ارشد خدمت کرد. او حدود ۱۰۰ مقاله علمی منتشر کرده‌است.

## مؤسسه تحقیقات آکواریوم خلیج مونتری

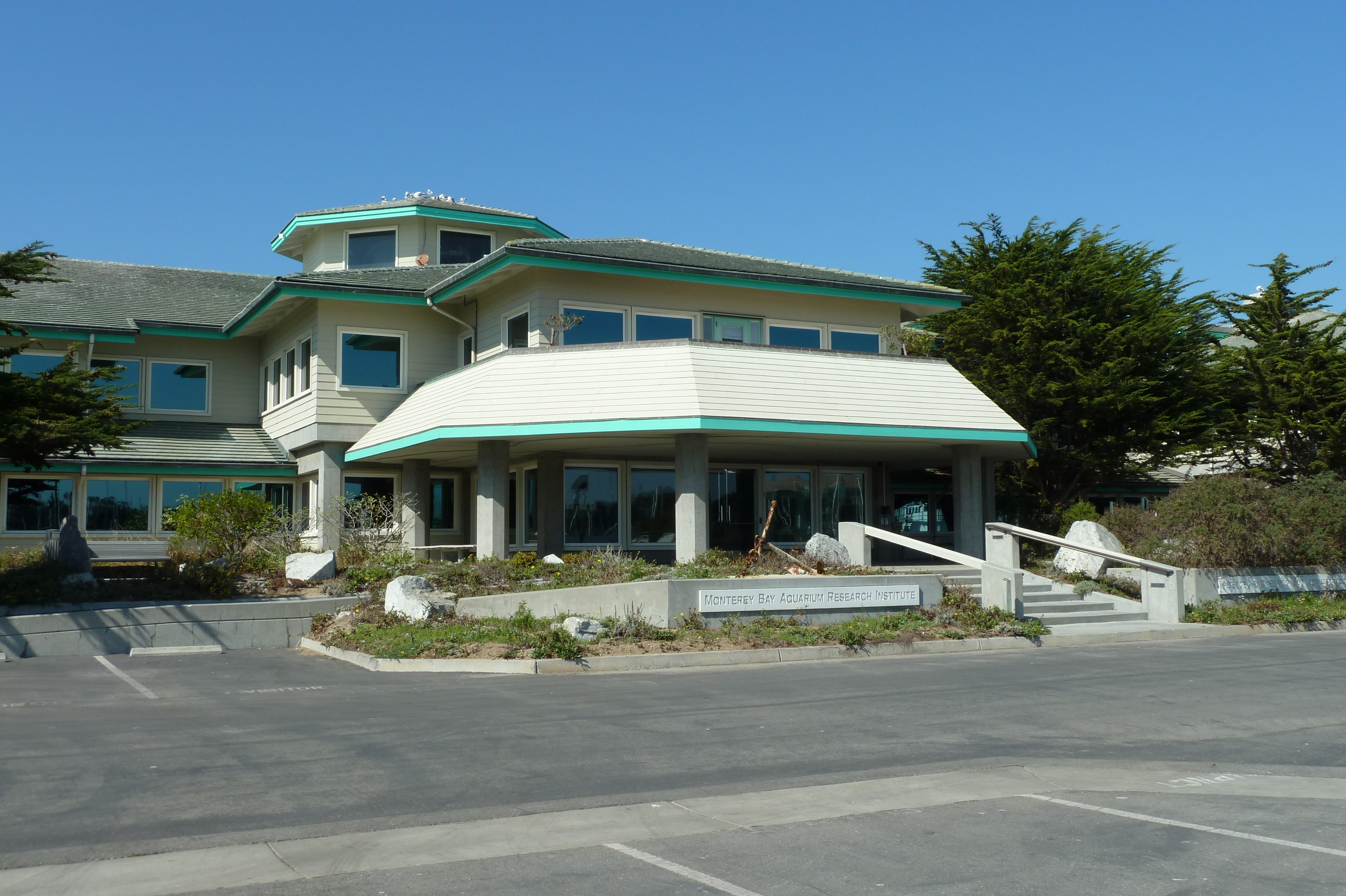
مؤسسه تحقیقاتی آکواریوم خلیج مونتری (MBARI) توسط دیوید پاکارد تأسیس شد.

مک نات از سال ۱۹۹۷ تا ۲۰۰۹ رئیس و مدیر عامل مؤسسه تحقیقات آکواریوم خلیج مونتری (MBARI) بود. در آن زمان، کشتی تحقیقاتی MBARI، از کانادا به باجا کالیفرنیا و جزایر هاوایی اعزامی کرد. MBARI سیستم تحقیقاتی شتاب مونتری (MARS) را ساخت، اولین رصدخانه کابلی در اعماق دریا در قاره ایالات متحده است.

## جوایز و افتخارات

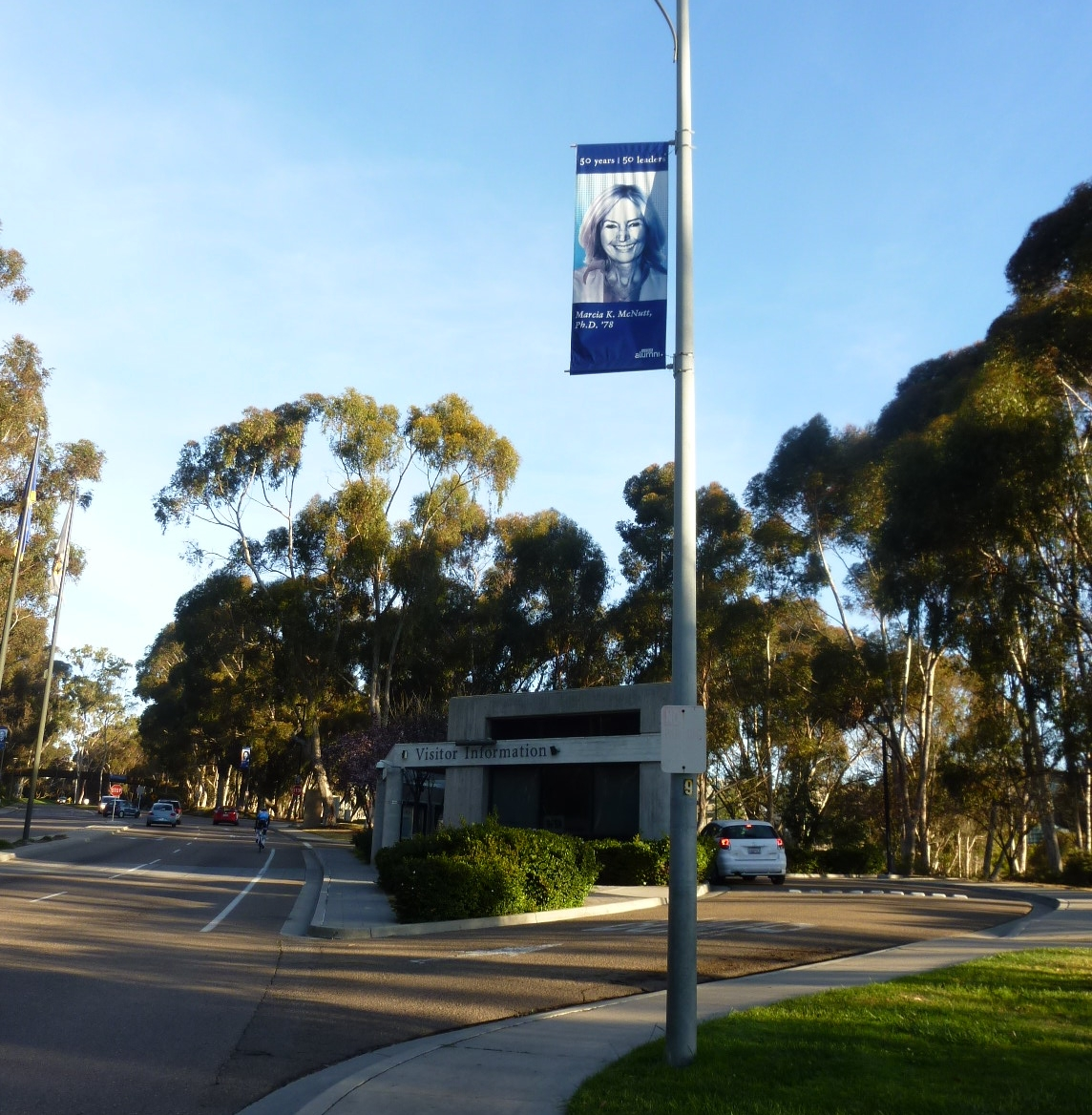
عکسی از مکنات (نشان داده شده در ورودی مدرسه گیلمن مدرسه) بخشی از دانشگاه کالیفرنیا ، جشن سن دیگو با ۵۰ سال از ۵۰ رهبر بود.

مکنات به عنوان عضو خارجی انجمن سلطنتی، و عضو آکادمی ملی علوم، انجمن فلسفی آمریکا و آکادمی علوم و علوم آمریکا انتخاب شد. او عضو اتحادیه ژئوفیزیک آمریکا، انجمن زمین‌شناسی آمریکا، انجمن پیشرفت آمریکا و انجمن بین‌المللی ژئودزی است. او رئیس پیشین اتحادیه ژئوفیزیک آمریکا (2000-2002) و رئیس فعلی آکادمی ملی علوم (۲۰۱۶–۲۰۲۲) است.